# George Agnew Reid
Pour les articles homonymes, voir George Reid (homonymie) et Reid.
George Agnew Reid (25 juillet 1860 près de Wingham, en Ontario au Canada - 23 août 1947) est un peintre canadien.

## Éléments biographiques
À ses débuts, Reid a rencontré l'artiste William Nicoll Cresswell et a décidé d'apprendre la peinture à l'huile. Très vite, il déménage à Toronto pour prendre des cours du soir gérée par l'Ontario Society of Artists et ensuite assisté à l'Ontario School of Art de Robert Harris.
Ensuite, il s'inscrit à la Pennsylvania Academy of Fine Arts de Philadelphie et l'étude de Thomas Eakins. Plus tard, il a voyagé à Paris, en France pour une formation à l'Académie Julien. À Toronto, Reid a joué un rôle pédagogique d'abord par le biais des cours privés et, plus tard, à l'Ontario College of Art où il a fini par devenir capital. Il a tenu des rôles importants dans différents centres d'exposition des groupes comme l'Académie royale canadienne, l'Ontario Society of Artists et de l'Art Association of Montreal. 
Reid a été l'un des fondateurs de l'Association of Canadian Etchers, le Toronto Guild of Civic Art (qui a favorisé la peinture murale), le Musée d'art de Toronto (maintenant arts de l'Ontario), l'Associated Aquarelle Peintres et la Société canadienne des arts appliqués. Ses médias furent la gravure, la peinture à l'huile, le pastel et l'aquarelle dans  les genres paysage,  portrait et peinture murale. Le style de Reid est académique mais était à l'origine critiqué pour sa large technique de la peinture à l'huile[Quoi ?].